# Stenotenes
Stenotenes is een geslacht van vlinders van de familie bladrollers (Tortricidae), uit de onderfamilie Tortricinae.

## Soorten
- S. acroptycha Diakonoff, 1954
- S. aspasia Diakonoff, 1972
- S. incudis Diakonoff, 1954